# Манојло Тагарис
Манојло Тагарис (службовао од око 1309-1329. године), је био истакнути византијски војсковођа почетком 14. века, који се попео до чина великог маршала.

## Биографија
Породица Тагарис првобитно није била високог порекла, први пут се појављује почетком 14. века, са бројним члановима. Манојло је служио као гувернер Филаделфије, од 1309. године, и одатле је одбио турски напад 1310/11. године. Својом храброшћу и вештином у ратовима против малоазијских Османлија стекао је поштовање цара Андроника II Палеолога, који га је поставио за сенатора, сврставајући га међу аристократе Сената. У ствари, оженио га је својом сестричином Теодором. Током свог дугог мандата у Филаделфији, Манојло се сукобио са Теолептом, епископом града, и Манојлом Гаваласом, епископом Ефеса.
У априлу 1321, Манојло Тагарис се попео на висок положај великог маршала на цариградском двору, када је унук цара Андроника II, Андроник III Палеолог, напустио престоницу. Тако је почео први грађански рат 1321-1328. године, цар Андроник II је наредио Манојлу да га прати и зароби Андроника III. Манојло Тагарис је то одбио, рекавши да је наредба неизводљива, са чиме су се сложили и остали цареви саветници. Затим га је цар Андроник II послао назад у Филаделфију, бранио ју је 1324. године, када је била под опсадом Турака, док није стигао Алексије Филантропин и протерао их.
Године 1329. послат је против Орхан-бега, чија се моћ повећавала. Манојло Тагарис је умро вероватно пре 1342. године.

## Породица
Прво се оженио Мономахином Дукаином и имали су једно дете:
- Ћерку, непознатог имена;

Затим је Манојло склопио други брак са Теодором Палеологином Асенином, ћерком цара Јована Асена III, сина цара Мице Асена од Бугарске и царице Ирине Палеолог.
Не знамо из ког је брака био син:
- Ђорђе 1346-1355, велики генерал.

Он је такође био син или унук или друга врста рођака:
- Павле Палеолог Тагарис 1330-1394, латински патријарх цариградски (1379/80-1384).[1][2]